# Daniela Druncea
Daniela Druncea (Buftea, 2 de noviembre de 1990) es una deportista rumana que compite en remo como timonel y, anteriormente, en gimnasia artística.
Participó en dos Juegos Olímpicos de Verano, obteniendo una medalla de bronce en Río de Janeiro 2016, en la prueba de ocho con timonel, y el sexto lugar en Tokio 2020, en la misma prueba.
Ganó dos medallas en el Campeonato Mundial de Remo, en los años 2013 y 2017, y ocho medallas en el Campeonato Europeo de Remo entre los años 2013 y 2021.
Como gimnasta obtuvo una medalla de bronce en el Campeonato Mundial de Gimnasia Artística de 2007, en la prueba por equipo.

## Palmarés internacional
| Campeonato Mundial | Campeonato Mundial   | Campeonato Mundial | Campeonato Mundial   |
| Año                | Lugar                | Medalla            | Prueba               |
| ------------------ | -------------------- | ------------------ | -------------------- |
| 2007               | Stuttgart (Alemania) | Medalla de bronce  | Concurso por equipos |

| Juegos Olímpicos   | Juegos Olímpicos          | Juegos Olímpicos  | Juegos Olímpicos |
| Año                | Lugar                     | Medalla           | Prueba           |
| ------------------ | ------------------------- | ----------------- | ---------------- |
| 2016               | Río de Janeiro (Brasil)   | Medalla de bronce | Ocho con timonel |
| Campeonato Mundial |                           |                   |                  |
| Año                | Lugar                     | Medalla           | Prueba           |
| 2013               | Chungju (Corea del Sur)   | Medalla de plata  | Ocho con timonel |
| 2017               | Sarasota (Estados Unidos) | Medalla de oro    | Ocho con timonel |
| Campeonato Europeo |                           |                   |                  |
| Año                | Lugar                     | Medalla           | Prueba           |
| 2013               | Sevilla (España)          | Medalla de oro    | Ocho con timonel |
| 2014               | Belgrado (Serbia)         | Medalla de oro    | Ocho con timonel |
| 2015               | Poznań (Polonia)          | Medalla de bronce | Ocho con timonel |
| 2017               | Račice (República Checa)  | Medalla de oro    | Ocho con timonel |
| 2018               | Glasgow (Reino Unido)     | Medalla de oro    | Ocho con timonel |
| 2019               | Lucerna (Suiza)           | Medalla de oro    | Ocho con timonel |
| 2020               | Poznań (Polonia)          | Medalla de oro    | Ocho con timonel |
| 2021               | Varese (Italia)           | Medalla de oro    | Ocho con timonel |